# Раоні Метуктіре
Раоні Метуктіре (нар. 1930, Мату-Гросу, Бразилія) — бразильський активіст, лідер народу каяпо, борець проти знищення амазонських лісів та за збереження культурної ідентичності корінних народів. 2019 року був висунутий на здобуття Премії Сахарова та Нобелівської премії миру 2020 року.